# ريكوبا سودأمريكانا 1993
ريكوبا سودأمريكانا 1993 هو الموسم 5 من ريكوبا سودأمريكانا. أشرف على تنظيمه كونميبول، وكان عدد الأندية المشاركة فيه 2، وفاز فيه نادي ساو باولو.